# Folkevise
Folkevise, er i Danmark det hævdvundne navn, for den episk-lyriske vise, der i den internationale litteraturvidenskab har betegnelsen ballade. Uanset om man vælger det ene eller det andet navn, er det genrebetegnelsen for en verdslig danseviser fra europæisk middelalder. Viseformen er et alment europæisk kulturtræk, og der findes fælles stof og sidestykker til den danske balladedigtning i hele Europa.
Visen indeholder en fortælling om heroisk dåd og/eller kærlighed. Genren er defineret ved ikke at have nogen forfatter eller kendt oprindelig tekstform. Viserne findes ofte i forskellige versioner, der er opstået som følge af den mundtlige overlevering. Folkeviserne hører under samlingen af brugstekster, som blandt andet også indeholder salmer, slagsange og fædrelandssange. De kan handle om kærlighed, livet ude på det store hav eller på landet hos bondemanden, arbejdet med at lægge togskinner eller rejsen til Amerika. Det kan også være viser om krig, politik og aktuelle begivenheder som Titanics forlis eller den franske revolution. De folkeviser der er anvendt længst, alene via mundtlig overlevering, er viser som handler om sex, at drikke/feste og andre emner der blev anset som kulturelt værdiløse af de der samlede og nedskrev den danske viseskat. Kort og godt kunne en vise handle om hvad som helst i menneskets liv, alt fra sorg og glæde til hverdag og fest. Disse brugstekster har det til fælles, at de kan samle folk. Folkeviserne blev overleveret mundtligt gennem år 1200-1400. De blev digtet af omvandrende sangere, kaldet legere, der kom på herregårdene og sang til de adeliges fællesdans . Denne bestod af en kædedans i en cirkel, som psykologen Carl Gustav Jung forklarer som "et urgammelt, arketypisk symbol på ro, helhed og uendelighed". Denne symbolske cirkel kan tolkes som en "mandala", hvilket skal holde det onde ude. Netop denne påstand hænger godt sammen med brugen af folkeviserne, som kan tolkes som "katharsis", en renselse af slægten, der kollektivt gennem viserne får bearbejdet og forsonet sig med de tidstypiske livsproblemer. Folkevisen kunne altså samle mennesker om et bestemt emne eller problem og samtidig fungere som underholdning.
De middelalderlige folkeviser, vi kender, stammer fra optegnelser i adelens poesibøger fra 1500 og 1600-tallet. Da viserne ikke længere kunne beskrive adelens liv, blev de overtaget og videreført af almuen - det jævne folk. Fordi de ikke kunne læse og skrive, fortsatte den mundtlige overlevering til slutningen af det nittende århundrede.
I 1800-tallets begyndelse fik de tidlige romantikkere, deriblandt Adam Oehlenschläger, øjnene op for folkeviserne, og dermed fik de en renæssance . Nationalromantikerne mente, at viserne var et udtryk for den nationale "folkeånd", og igen understreges det, at folkeviserne bliver opfattet som en social begivenhed. Det er i øvrigt på denne tid, at viserne fik navnet "folkeviser".
Ordet er stadig udbredt i almindeligt sprogbrug, men er i forskningen erstattet af ballade. Grunden er, at genren blev til hos adelen og først senere antaget af almuen/folket. Desuden er den danske visetradition en del af den fælleseuropæisk balladetradition.
Genren udvikledes i Danmark i løbet af det 13. århundrede på basis af både franske og nordiske traditioner. Folkeviserne gik af mode i overklassen i 1600-tallet, men kom stærkt tilbage i 1800-tallet. De fleste folkeviser menes at stamme fra 1200-1300 og blev brugt som underholdning. I dag betragtes de som vigtige kilder til kultur- og samfundshistorie.
Fra Danmark er der overleveret 539 ballader, hvilket i europæisk sammenhæng et usædvanligt stort antal. De fleste af viserne findes i mange varianter, der hver for sig er udtryk for én sangers personlige udgave af en de 539 grundmodeller. Derfor kan hver af disse varianter betragtes som et selvstændigt værk. Det ældst kendte eksempel på en dansk ballade er "Drømde mik en drøm i nat um silki ok ærligk pæl", et fragment fra ca.1300, der er brugt som penneprøve i runehåndskriftet af Skånske Lov (Codex Runicus). På grundlag af de adelige poesibøger udgav præsten Anders Sørensen Vedel sin samling Hundredvisebogen i 1591. Det var den første af sin art i Nordeuropa, og den har også været et vigtigt referenceværk for norsk balladeforskning. I 1695 udgav præsten og sprogforskeren Peder Syv en ny udgave af Vedels samling, som han udvidede med hundrede nye ballader. Den kaldte han Kæmpevisebogen. Den blev populær ikke bare i Danmark, men også i Norge og på Færøerne. Danske ballader blev også oversat til tysk og blandt disse fandt Johann Wolfgang von Goethe inspiration til sit digt Der Erlkönig 1782 (Dansk: Elverskud , DgF 47 B).
På Færøerne er fællesdanse ledsaget af ballader bevaret i en form, der ligner den oprindelige nordiske.

## Terminologi
Ordet ballade betyder dansevise og betegner en fælleseuropæisk tradition med episk-lyriske viser ledsaget af fællesdans.[1] Ordet stammer fra provencalsk balada, der betyder dansemelodi . Folkevise er det traditionelle danske navn fra nyere tid. Det opstod i romantikken og stammer fra tysk Volkslied, et begreb der blev lanceret i 1770 af Johann Gottfried von Herder(1744-1803) i Auszug einem Briefwechsel über Ossian und die Lieder alter Völker, og 1778-79 kaldte han sin tobindsudgave af europæiske folkeviser for Volkslieder. Efter hans opfattelse var den poesi, som balladerne repræsenterede, ikke knyttet til den klassiske litterære tradition, men levede i øre og hjerte hos folket. Begrebet Folkevise medførte et paradigmeskifte i europæisk litteratur og kulturhistorie og blev med tiden ophav til begreber som folkemusik, folklore og folkedigtning. I moderne tid er folkevise stadig det almindelig anvendte i dagligsproget, men inden for forskningen er betegnelsen erstattet af ballade. Litteraturhistorikeren Pil Dahlerup har ligefrem kaldt ordet folkevise misvisende, da genren i middelalderen tilhørte riddermiljøet og overklassen, ikke ”folket” og derfor helt må undgås.

## Historie
I det akademiske miljø er der stor uenighed om dateringen af balladerne. Én gruppe har lagt vægt på, at viserne principielt ikke er ældre end det tidspunkt, de blev nedskrevet, og hvor de fik deres faste form. Efter det synspunkt skal enhver mundtlig fremførelse af den overleverede tekst betragtes som et unikt kunstværk. Set fra den vinkel kan genren ikke føres længere tilbage end det 16. århundrede. Den opfattelse har mødt begrænset tilslutning de seneste årtier. Balladegenren har snarere eksisteret flere århundreder, før viserne blev nedskrevet. Den sene datering er i nyere litteraturhistorie afvist som usandsynlig. Det baseres bl.a. på, at kilder fra 16. århundrede betragtede balladerne som gamle. Andre indikationer for en høj alder er, at en del af balladernes ordforråd var forældet i 16. århundrede, og at nedskriverne i flere tilfælde har misforstået ord, der ikke havde været i brug længe. Flere af disse ord var forsvundet fra det talte sprog før år 1300. Andre ord er tyske låneord knyttet til høvisk kultur, de stammer fra 13. århundrede, da tysk kultur fik stor indflydelse.
Forskning i mundtlig overlevering har vist, at formelpræget poesi kan overleve relativt uændret forholdsvis længe. Og de formler, der bruges i balladegenren, ser ud til at stamme fra 13. århundrede. Dahlerup mener, at genren i Danmark var fuldt udviklet omkring 1286, da balladen om Marsk Stig (DgF 145 F) blev skrevet, men hun mener også, at genren må have brugt mindst én generation på at nå det punkt. Datering af oprindelsen til omkring 13. århundrede er i dag den almindeligst accepterede.
Fællesdanse og episke sange var i middelalderen udbredt i hele Europa. Selv om de kristne organisationer søgte at undertrykke dem, forblev de populære helt indtil tidlig moderne tid. Oprindelsen til den danske og nordiske kommer da tilsyneladende også flere steder fra. En af dem kan være den nordvestfranske carol-genre. Hermed blandes den gamle nordiske episke tradition med kærlighedstemaer. Men i de ældste ballader kan der også findes træk fra den ældre eddadigtning som æstetisk og semantisk brug af gentagelser, alliterationer samt reduceret fortællerinstans. I den tidlige periode ligger vægten ligeligt på episke heltegerninger og kærlighedshistoier. I 14. – 15. århundrede kommer påvirkningen formentlig primært fra tysk minnesang, herefter forskydes fokus mod kærlighed og væk fra kamp og heltedåd. Indtil da indeholder den danske og nordiske balladetradition ingen træk, der kan forbinde den med den tyske minnesang, og derfor mener Dahlerup, at de må være opstået uafhængigt af hinanden.
Den ældste nedskrevne danske ballade findes i et teologisk blandingsskrift fra omkring 1450 (Lindköbing-håndskrift T180), hvori indgår syv strofer af visen "Ridderen i hjorteham" (DgF 67A) Det er tidligt i forhold til det øvrige Europa. Den første større nedskrivning sker i de adelige poesibøger, hvoraf den ældst kendte er Hjertebogen anlagt ca. 1553-1555 og den yngste Thotts folio fra 1750.  Nogle ballader er tilsyneladende først blevet digtet efter genren blev skriftlig, mens andre er blevet redigeret efter en ny tids smag. Det har fx betydet, at katolske elementer er blevet fjernet af protestantiske redaktører. På dette tidspunkt var balladen forsvundet i sin oprindelige facon som danseledsagelse i det adelige miljø, men den levede fortsat videre hos almuen. I 18-19. århundrede blev flere ballader trykt som flyveblade og skillingeviser. Enkelte ballader er kun kendt på den måde. Senere i 19. århundrede begyndte folkemindesamlere at indsamle ballader, i miljøer hvor traditionen endnu var levende primært i Jylland. En af disse indsamlere var Evald Tang Kristensen.
I moderne tid videreføres middelalderens balladetradition mest i reenactment- og rollespilssammenhæng. Der bliver også skrevet nye sange i gammel stil.[kilde mangler]

## Konventioner og temaer
En ballade var kendetegnet ved særlige konventioner: rimtyper, omkvæd, strofeform, gentagelser og dialog, fortælling osv. Den indeholdt en episk (dvs. en fortællende, berettende historie med en fremadskridende handling). Dens univers adskilte sig fra samtidens religiøse. Der optrådte i modsætning til kirkens sange og fortællinger intet overordnet religiøst princip, som fordelte lykke og ulykke efter fortjeneste. De centrale værdier var verdslige: Ære, troskab og kærlighed. Miljøet er stormandens. Balladen var i middelalderen underholdning for overklassen. Men grundlæggende havde genren også som formål at bekræfte gruppens selvidentificering og selvforståelse gennem fortællingens tema.
De ældste ballader bestod af 2-linjedestrofer, hvor begge linjer rimede. De yngre var 4-linjede, hvor linje 2 og 4 rimede. Der var altid et omkvæd i en folkevise, det var med til at udtrykke den lyriske grundstemning. Omkvædet kunne fx udtrykke et varsel om, hvad der ville ske hvis man gør noget dumt eller godt. En ballades grundmodel består af nogenlunde samme rækkefølge af scener og dialoger samt persongalleri, den danner udgangspunkt for den aktuelle udgave. 
Den aktuelle opførelse af en ballade kunne varieres vha. formler. Det var faste vendinger, der kunne bruges i mange forskellige ballader. Var man bekendt med mange ballader kunne betydninger på denne måde overføres fra én ballade til en anden ved genbrug af formler, og den dygtige balladesanger kunne på den måde vha. hentydninger fremkalde bestemte stemninger uden direkte at genfortælle dem. Disse konventioner fungerede som støtteformler for sangeren, fx for videreførelse mellem scener, forhaling af fortællingens klimaks, karakteristikker af figurer osv. Sådanne formler fungerede som byggeelementer sangeren brugte til at improvisere med i situationen.  Folkloristen David Buchan har i sine studier af balladen isoleret to centrale teknikker for sangeren: 1) forkortelse og 2) udvidelse (abbrevatio & amplificio). Med den første teknik kan dele af fortællingen være usagt, en dialog eller handling reduceres til få ord eller beskæres. Med den anden kan gentagelser af samme handlinger, begivenheder og dialoger med små variationer strække fortællingen ud eller vha. graduering, forstærke en situation. De to teknikker er modsætninger, men brugt de rigtige steder kunne de skabe dynamik og spænding i fortællingen.

## Dansere, sangere og musikere
Ballader bygger på fælleseuropæisk tradition fra middelalderen for fællesdans til sang med episke temaer. Balladens hovedformål har derfor med stor sikkerhed været underholdning. Ikke bare i forbindelse med fest, men også til arbejde osv. Vi ved dog ikke, hvornår man i Norden begyndte at synge ballader til dansen, da ingen højmiddelalderlige kilder beskriver de sange, der blev sunget til kædedansen (mest udbredte danseform). Men teorien om at ballader blev brugt i forbindelse med kædedans understøttes af, at sådanne danse optræder i flere af sangene. Sangen var nutidig, dvs. fortællingen fremføres som om den fandt sted nu og her, og de dansende gennemspillede handlingen gennem dansen og sang med på omkvæd. Studier af dans har vist at bevægelse har en direkte psykologisk indvirkning på oplevelsen af en fortælling. Det betyder, at tilhørerne/de dansende selv har gennemlevet og deltaget i historien gennem deres egne bevægelser.
Udførelsen og længden af den enkelte ballade afhang af situationen. Der har fx været musikalske forskelle på en danseballade og rene sangballader, ligesom længden har varieret. Hver sanger har også udført balladen på sin egen unikke facon, der kunne tilpasses publikum. Dahlerup mener, at de danske og nordiske ballader er på et så kunstnerisk højt niveau, at de må være skrevet og fremført af professionelle udøvere. Indhold, sprog og udtryk afspejler publikums verden, der var adelens høviske miljø. Men kunstnerne var professionelle omrejsende musikere og sangere, der underholdt både bønder og adelsmænd, men selv levede i samfundets periferi. Ofte var sangerne kvinder, mens musikerne var mænd, men begge køn har sandsynligvis været involveret i produktionen.  Dahlerup foreslår dog, at balladesangere i lighed med skjalde, minnesangere og professionelle håndværkere måske har været ansat i kortere eller længere tid hos fyrster og stormænd.

## Indsamling og forskning
I 19. århundrede begyndte folkemindesamlere i forbindelse med overordnet registrering af almuekulturen at indsamle ballader, der endnu blev husket af primært ældre personer. I Jylland vandrede Evald Tang Kristensen (han udgav sine bøger omkring år 1900) rundt og nedskrev sange. På Bornholm var det kantor (kirkesanger) Johansen som registrerede tekst og noder til de sange, som endnu blev sunget. Alt kendt materiale er blevet samlet i værket Danmarks gamle Folkeviser (DgF), der blev påbegyndt på initiativ af Svend Grundtvig, og som blev udgivet 1853-1976. Det var Grundtvigs synspunkt, at alle udgaver af samme sang skulle medtages, og at de skulle gengives i den form, de var bevaret i. Det mødte han kritik for i sin samtid, hvor den udbredte holdning var at redigerede ældre tekster til en idealform. I dag opfattes Grundtvigs metode som meget fremsynet.
Danmarks gamle Folkeviser er i dag stadig normgivende indenfor studiet af ballader, og Grundtvigs teorier har haft meget stor indflydelse på tolkningen af materialet. Bl.a. bruges hans typologiske inddeling stadigvæk. Viserne blev delt op i forskellige kategorier med hver deres tema: Kæmpeviser, trylleviser, legendeviser, historiske viser, ridderviser og romanviser. Derimod finder hans kronologiske struktur i dag mindre tilslutning. Han mente, at viser, der byggede på materiale, som også var kendt fra eddadigtiningen, måtte have høj ælde. Han kaldte dem Kjæmpeviser og mente, at de i lighed med Trylleviserne indeholdt hedenske naturmytologiske elementer og førkristne rituelle forestillinger. De høviske Ridderviser mente han måtte være de yngste, da de byggede på udenlandske kulturstrømninger. I dag betegnes ’Kjæmpevisen’ i reglen snarere som en yngre norsk genre. Den bagvedliggende tendens i Grundtvigs typologi og periodisering var nationalromantikken, og indsamlingen havde hos ham det formål at skabe en kronologisk struktur, der underbyggede hans tese om en særlig nordisk kulturstrømning, adskilt fra den kristen-romerske.

### Typologi
Balladerne inddeles i fem kategorier ordnet efter indhold. Svend Grundtvigs inddeling.
Ridderviser er den største og meget varierede gruppe. Nogle af dem har rod i ældre nordisk tradition med fokus på ære, slægt og troskab, mens andre har rod i vesteuropæisk høvisk kultur, med fokus på ridderlighed. Overordnet set skildrer de adelens og riddernes liv, og er som regel centreret omkring socialisering og forholdet til slægten, gerne fortalt gennem kærlighedsplot. De høviske viser bærer præg af tysk og fransk påvirkning. De besynger ridderlig adfærd og romantisk kærlighed frem for kødelig. Kærlighed er en sag mellem individer, løsrevet fra slægten. Romanviser er sene, meget lange og har stor lighed med renæssanceballaderne. De deler træk med ridderromanen og bærer præg af skriftlighed.
Historiske viser handler om historiske personer eller begivenheder. De historiske forhold behandles frit og er ikke nødvendigvis korrekt gengivet.
Trylleviser har en magtfuld naturånd som central figur: en trold, bjergmand, åmand, elverfolk el. lign. Det udspringer af middelalderens forestillinger om overnaturlige væseners og kræfters indgriben i menneskelivet og er en afspejling af at naturens ødelæggende kraft var et eksistensvilkår for datidens mennesker. Tryllevisen indeholder mange overnaturlige forhold, fx gengangere, runer og hamskifte. Tema er normalt erotikken og overgangen fra barn til voksen, og fortællingen ender ofte sørgeligt fordi hovedpersonen ikke formår at træde ud af barndommen og ind i voksenlivet. I det 20. århundrede er tryllevisens overnaturlige elementer ofte tolket som psykologiske allegorier, men det er en anakronisme, da den slags kræfter var realiteter og ikke fiktion for middelalderens mennesker. Omvendt var psykiske forhold anset for at være forårsaget af overnaturlige væsner.
Kæmpeviser har tydelige forbindelser til eddatraditionen, og fortællingen har ofte det Dahlerup kalder et før-ridderligt tema, dvs. ikke påvirket af høviske idealer.

Skæmteviser der gør grin med adel, præster og munke.